# Ród Harkonnenów
Ród Harkonnenów – powieść z 2000 roku osadzona w Uniwersum Diuny, napisana przez Briana Herberta i Kevina J. Andersona. Akcja książki toczy się przed wydarzeniami opisanymi przez Franka Herberta w oryginalnych Kronikach Diuny. Ród Harkonnenów to druga z trzech książek składających się na serię Preludium Diuny.

## Fabuła
Fabuła książki rozpoczyna się 18 lat po przejęciu tronu przez imperatora Shaddama IV Corrino. Jego małżonka Anirula, otrzymała tajny rozkaz z zakonu Bene Gesserit, aby nie wydać na świat męskiego potomka Shaddama.
Duncan Idaho wyrusza z Kaladanu do szkoły mistrzów miecza na Ginazie. Na dworze księcia Leto Atrydy przebywają potomkowie Dominika Verniusa – rodzeństwo: Kailea i Rhombur. Wspólnie próbują opracować plan odbicia ich rodzinnej planety – Ix.
Baron Harkonnen bolesnie odczuwa skutki choroby, którą został zakażony przez Matkę Wielebną Gaius Helenę Mohiam.